# Edinson Cavani
Edinson Roberto Cavani Gómez (* 14. února 1987 Salto) je uruguayský profesionální fotbalista, který hraje na pozici útočníka za argentinský klub CA Boca Juniors a bývalý uruguayský reprezentant.
Velmi produktivní střelec, je znám svou schopností rozhodovat zápasy.
Účastník Mistrovství světa 2010 v Jihoafrické republice, Mistrovství světa 2014 v Brazílii a Mistrovství světa 2018 v Rusku. Na jihoamerickém turnaji Copa América 2011 získal zlatou medaili.
Dne 30. května 2024 Cavani oznámil konec reprezentační kariéry.

## Klubová kariéra
Edinson Cavani zahájil svoji fotbalovou kariéru v uruguayském klubu Danubio FC. V ligové sezóně 2005/06 vstřelil za Danubio 4 góly v 10 zápasech a v sezóně následující 5 gólů v 15 zápasech. Po jeho úspěšném vystoupení na jihoamerickém mládežnickém šampionátu projevily zájem některé evropské velkokluby, např. italské Juventus FC a AC Milan, avšak Cavani se rozhodl pro konkurenční Palermo.

### Palermo
V lednu 2007 přestoupil nicméně do italského týmu US Città di Palermo za cca 4,5 milionu eur. Debutoval 11. března 2007 v domácím ligovém utkání proti Fiorentině. Přišel na hřiště v 55. minutě za stavu 0:1 a o patnáct minut později zařídil nádherným gólem z úhlu zpoza pokutového území vyrovnání na 1:1. Tento gól se podobal slavné brance Marco van Bastena z finále Eura 1988 Sovětský svaz – Nizozemsko (0:2).
Ve své druhé sezóně v Palermu bojoval o místo v základní sestavě s Fabriziem Miccolim a Amaurim. Po odchodu Amauriho do Juventusu v červnu 2008 Cavani zaujal jeho místo v sestavě a vytvořil útočnou dvojici s Miccolim. V sezóně 2008/09 nastřílel celkem 14 ligových branek. Svou pozici si udržel i v sezóně 2009/10 pod novým trenérem Walterem Zengou a také pod jeho následovníkem Delio Rossim. V dubnu 2010 podepsal s Palermem novou smlouvu platnou do června 2014.

### SSC Neapol

#### Sezóna 2010/11
V červenci 2010 odešel do dalšího italského klubu SSC Neapol. První rok zde měl hostovat za částku 5 milionů eur, dalších 12 milionů eur měl majitel klubu Aurelio De Laurentiis zaplatit Palermu, pakliže by o Cavaniho stál natrvalo. Společně s Argentincem Ezequielem Lavezzim a Slovákem Markem Hamšíkem utvořil pro soupeřovu obranu nebezpečnou trojici italskými médii přezdívanou Il tre tenori (Tři tenoři).
První soutěžní zápas sezóny proběhl před domácím publikem 19. srpna 2010. Neapol přivítala Elfsborg v rámci předkola Evropské ligy UEFA a nastoupila s Fabiem Quagliarellou na hrotu útoku, Cavani byl oproti tomu na lavičce. Během svého debutu jako střídající hráč odehrál asi necelou půlhodinu. Odveta se odehrála o osm dní později a Neapol v ní měla po prvotní výhře 1:0 dobrou pozici. Rozhodnutím trenéra Waltera Mazzarriho se postavil do základní sestavy, pomohl vyhrát 2:0 dvěma góly a zařídil postup do skupiny. Gólově se prosadil také v debutovém zápase Serie A dne 29. srpna, ve kterém Neapol remizovala 1:1 na hřišti Fiorentiny. Cavaniho gól ovšem neměl platit, neboť balón podle televizních záběrů nepřekročil brankovou čáru. Ani v domácím ligovém debutu 12. září neslevil, střelou pravou nohou vyrovnal na 1:1, ale v zápase s Bari se zrodila jen další remíza 2:2.
Los 19. kola italské ligy proti sobě 9. ledna 2011 postavil domácí Neapol a Juventus. Suverénní výhru 3:0 zaručil Neapoli Cavani, jenž se dvakrát prosadil před 30. minutou a to celé korunoval hattrickem. Pro Uruguayce šlo o třetí hattrick sezóny, v tomto případě se třikrát prosadil hlavou. Na konci ledna si připsal další hattrick, jeho další obětí se stala janovská Sampdoria, jenž s Neapolí prohrála 0:4.

#### Sezóna 2011/12
Neapol byla v Lize mistrů nalosována do „skupiny smrti“, v jejím úvodním zápase na hřišti Manchesteru City 14. září však díky Cavaniho gólu remizovala 1:1 . Uruguayec posléze vstřelil hattrick zaručující domácí výhru 3:1 v zápase Serie A proti AC Milán 18. září. Čekání na další ligový gól přerušil 29. října v zápase s Catanií už po 29 vteřinách, soupeř však otočil vývoj zápasu ve skóre 2:1. V listopadovém předposledním pátém zápase skupiny Ligy mistrů čelil Cavani a jeho spoluhráči Manchesteru City a tentokrát před vlastním publikem. Cavani byl autorem obou gólů domácích a zajistil výhru 2:1, která se stala klíčovou v bojích o postup do osmifinále. Neapol již svůj bodový náskok nad anglickým soupeřem nepustila.
Jarní osmifinále v nejprestižnější evropské pohárové soutěži zahájila Neapol 21. února domácí výhrou 3:1 nad anglickou Chelsea. Zatímco první a třetí gól připravil Cavani svému kolegovi Lavezzimu, dal druhý gól sám (ramenem) po centru Gökhan Inlera. V odvetě 14. března se několikrát dostal do gólových příležitostí, gól ovšem nedal a Chelsea nakonec vyhrála 4:1 v prodloužení, Neapol tedy vyřadila.
Ve 34. kole pomohl jedním gólem zdolat Novaru, která 21. dubna prohrála v Neapoli 0:2. Svěřenci trenéra Mazzarriho obnovili naděje na umístění v horní trojici zajišťující Ligu mistrů, když vyhráli poprvé od začátku března. Návratem ke střílení gólů dosáhl na 23 gólů v italské lize, dělené třetí místo vedle Antonia Di Nataleho za Zlatanem Ibrahimovićem (28) a Diegem Militem (26), což upoutalo pozornost evropských velkoklubů včetně Juventusu.
V sezóně 2011/12 vyhrál s Neapolí italský pohár Coppa Italia, ve finále proti Juventusu vstřelil z pokutového kopu v 63. minutě první gól utkání, které skončilo vítězstvím Neapole 2:0. Ta se těšila ze zisku trofeje po 22 letech. Vedle toho se stal Cavani nejlepším střelcem tohoto poháru, jeho finálová trefa byla totiž jeho pátá.

#### Sezóna 2012/13

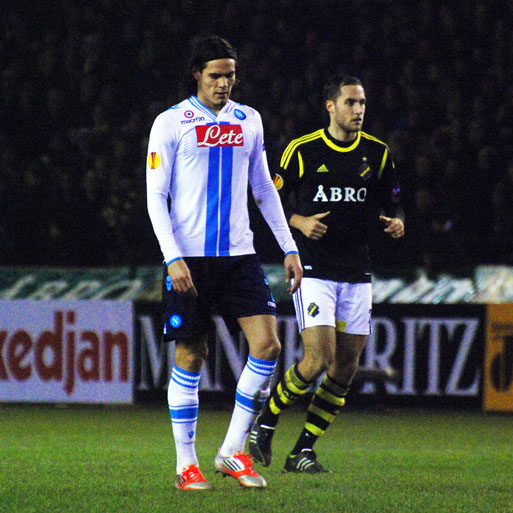
Edinson Cavani v zápase evropských poháru proti AIK

V základní skupině F Evropské ligy 2012/13 se poprvé trefil 25. října 2012 proti domácímu ukrajinskému Dněpru Dněpropetrovsk, když v 75. minutě pouze korigoval stav na konečných 3:1 pro domácí. Nejvydařenější zápas absolvoval 8. listopadu v domácí odvetě proti Dněpru, když svými 4 brankami odčinil porážku Neapole z minulého zápasu a zařídil vítězství 4:2. 22. listopadu přidal vítězný gól ve třetí minutě nastaveného času proti švédskému celku AIK Stockholm, Neapol zvítězila venku 2:1. 6. prosince vstřelil jediný gól svého týmu při domácí porážce 1:3 s nizozemským PSV Eindhoven. Neapol postoupila ze druhého místa s 9 body za suverénním Dněpropetrovskem (15 bodů).
4. února 2013 v jarní vyřazovací části nastoupil v šestnáctifinále proti českému mužstvu FC Viktoria Plzeň, ale přestože měl několik velmi dobrých střeleckých příležitostí, gólově se neprosadil. Plzeň zvítězila v Neapoli 3:0 a připravila si výbornou pozici do domácí odvety. Hrál i o týden později v odvetě v Plzni, kterou Neapol prohrála poměrem 0:2 a z pohárové soutěže vypadla. Cavani nastoupil do druhého poločasu, ale branku nevsítil. Přestože se v šestnáctifinále proti Plzni střelecky neprosadil, držel si se 7 góly po této fázi vyřazovací části Evropské ligy vedoucí pozici v tabulce střelců před pětigólovými Liborem Kozákem (SS Lazio), Rodrigem Palaciem (Inter Milán) a Raúlem Bobadillou (BSC Young Boys). Již v osmifinále se před něj na čelo dostal díky hattricku Libor Kozák.
Ve 29. kole Serie A v březnu 2013 pomohl dvěma góly k vítězství 3:2 nad hostující Atalantou, čímž protrhl dvouměsíční střelecký půst a sedmizápasovou herní krizi Neapole. První branku vstřelil z pokutového kopu. Ve 30. kole 30. března vsítil opět dva góly a podílel se tak na vítězství 5:3 na hřišti FC Turín. Ve 33. kole Serie A 20. dubna přispěl jedním gólem k výhře 3:2 nad Cagliari Calcio. Neapol si nadále držela druhou příčku ligové tabulky zajišťující postup do základní skupiny Ligy mistrů. Ve 35. kole 6. května zaznamenal svůj 100. gól v neapolském dresu, který byl jeho druhým ze tří v zápase proti Interu Milán při domácí výhře 3:1. 19. května 2013 v posledním ligovém kole Serie A 2012/13 gólem z  84. minuty mírnil porážku SSC 1:2 s AS Řím, Neapol skončila se 78 body na druhém místě tabulky a postoupila do základní skupiny Ligy mistrů. Cavani se v tomto ročníku stal s 29 góly nejlepším kanonýrem italské ligy. Po skončení sezóny o něj usilovaly kluby Chelsea FC, Manchester City FC a Real Madrid, výstupní klauzule byla stanovená na 54 mil. liber.

### Paris Saint-Germain

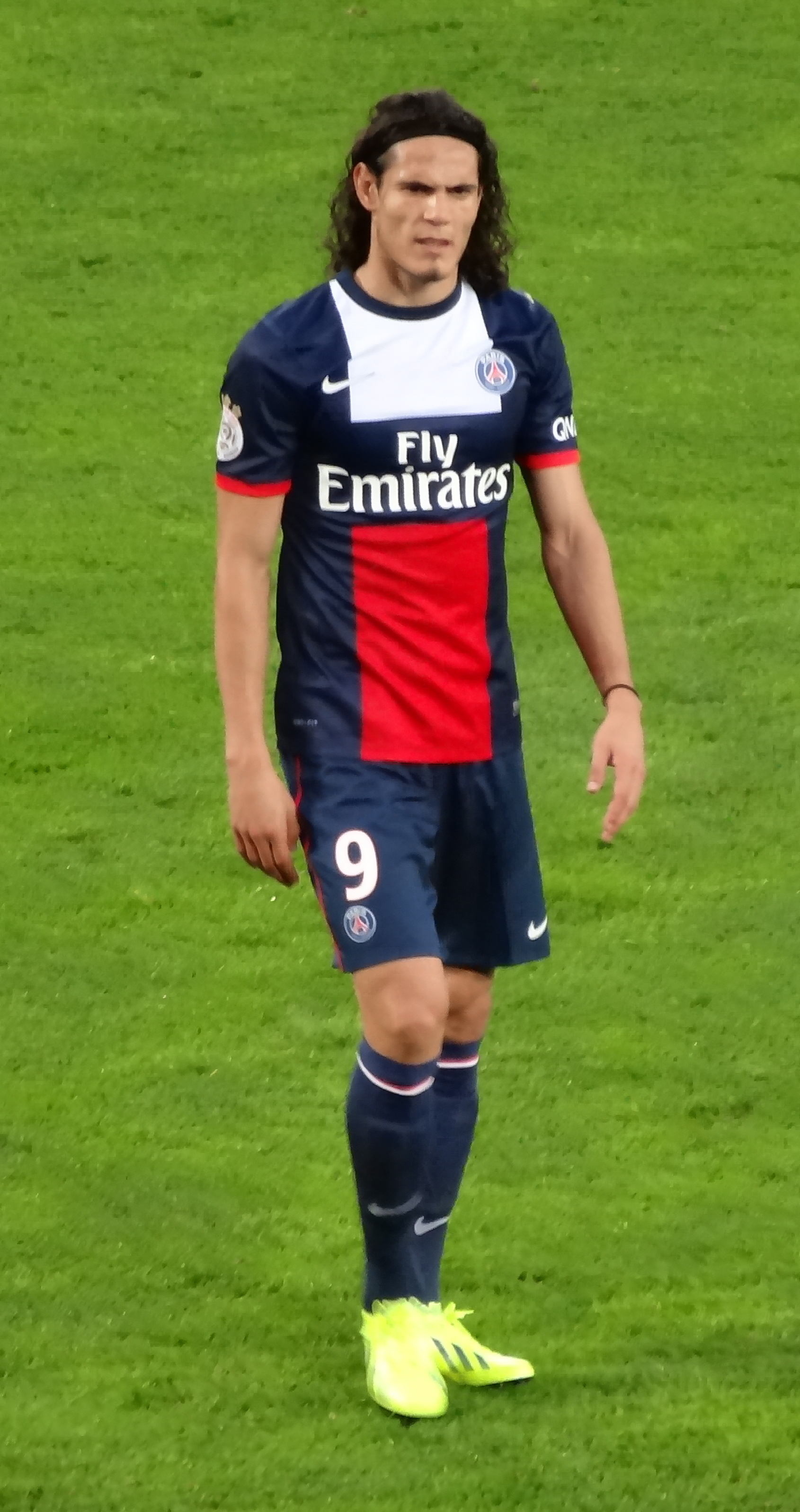
Cavani v PSG (2013)

15. července 2013 podstoupil lékařskou prohlídku před podpisem smlouvy s francouzským klubem Paris Saint-Germain (zkratkou PSG). 16. července se definitivně stal hráčem PSG, který za něj vyplatil 64 milionů eur, což byl francouzský rekord – Cavani se stal nejdražším hráčem v rámci francouzských klubů. V soutěžním zápase debutoval 9. srpna 2013 v prvním kole Ligue 1 proti Montpellieru, nastoupil na hrací plochu v 72. minutě, střelecky se neprosadil a PSG remizoval 1:1. Poprvé skóroval o týden později ve druhém ligovém kole proti nováčkovi Ligue 1, týmu AC Ajaccio, když vyrovnával v 86. minutě na 1:1. Přestože mělo PSG celou dobu velkou převahu, nedokázalo z ní vytěžit více než konečnou remízu 1:1. 23. října 2013 vstřelil gól v utkání Ligy mistrů 2013/14 belgickému Anderlechtu, PSG zvítězil v Bruselu 5:0. S PSG postoupil z prvního místa v základní skupině C do vyřazovacích bojů Ligy mistrů 2013/14, i když v posledním utkání skupiny 10. prosince 2013 tým podlehl Benfice Lisabon 1:2. Cavani vstřelil jediný gól Paříže. V sezoně 2013/14 vyhrál s PSG Coupe de la Ligue (francouzský ligový pohár), finále proti Olympique Lyon rozhodl dvěma góly (výhra 2:1). Dva góly vstřelil i v následujícím finále ročníku 2014/15 proti SC Bastia a podpořil tak výhru 4:0.

#### Sezóna 2015/16
Tradiční úvod francouzské fotbalové sezóny nabídl superpohárový zápas o Trophée des champions, tentokrát 1. srpna 2015 mezi Paris Saint-Germain a Olympiquem Lyonem. Cavani ještě v úvodní dvacetiminutovce zvýšil vedení na 2:0, které již Pařížanům zůstalo. Na pomezí srpna a září se dvakrát gólově prosadil ve dvou po sobě jdoucích kolech Ligue 1, nejprve proti Monaku (4. kolo) při venkovní výhře 3:0 a následně při remíze 2:2 s Bordeaux (5. kolo). Právě proti Bordeaux Pařížané poprvé ztratili body.
Finálový duel rozhodující 21. května 2016 o vítězi národního poháru Coupe de France odehrál Cavani celý a při výhře 4:2 nad Olympique Marseille zaznamenal jednu trefu. U té mu asistoval loučící se Ibrahimović. Pařížšký klub tímto již podruhé za sebou vyhrál všechny čtyři trofeje ve francouzském fotbale (ligová soutěž, oba poháry a superpohár).

#### Sezóna 2016/17
Již po 44 vteřinách vpravil gól do sítě Arsenalu 13. září v prvním skupinovém zápase Ligy mistrů. Navzdory dalším třem šancím vedení nezvýšil, soupeř naopak vyrovnal na 1:1. Tři dny nato ukončil pařížské čekání na výhru trvající tři zápasy – proti Caen se do poločasové přestávky prosadil čtyřikrát. Po venkovní výhře 6:0 následoval tříbodový zisk. Spolehlivé střílení gólů Cavanimu poprvé přiřklo ocenění pro nejlepšího hráče měsíce Ligue 1 udělované UNFP (Union Nationale des Footballeurs Professionels, Národní unie profesionálních fotbalistů), nejprve za měsíc září a později i za říjen. Proměněnou penaltou pomohl 30. listopadu zdolat v lize 2:0 Angers. Jubilejní hranice 100 gólů dosáhl jako čtvrtý fotbalista v pařížském dresu a mohl se nově vydat za pokořením zbylé trojice – Dominique Rocheteau jich tu vstřelil též 100, Pauleta 109 a bývalý kolega Zlatan Ibrahimović 156.
Své 30. narozeniny oslavil 14. února gólem Barceloně. V útoku s Ángelem Di Maríou a Julianem Draxlerem zdolal španělského soupeře 4:0, dělenou nejvyšší porážku Barcelony v Lize mistrů. Na soupeřově stadionu Camp Nou 8. března sice jeden gól vstřelil a předtím nastřelil tyč, Barcelona ovšem jako první mužstvo v soutěži smazala čtyřgólové manko a po výhře 6:1 dále postoupila.
Ve finálovém souboji o ligový pohár Coupe de la Ligue 1. dubna 2017 čelil obraně AS Monaka, ta mu ale dvakrát nezabránila skórovat. Pařížský klub v soutěži zvítězil počtvrté po sobě. Bylo to právě AS Monako, které Pařížany vystřídalo v roli mistra Francie. Cavani se se 35 góly poprvé stal nejlepším střelcem Ligue 1 a kromě toho byl zvolen jejím nejlepším hráčem. Trenér Unai Emery jej postavil do základní sestavy pro finále národního poháru Coupe de France, ve kterém Paris Saint-Germain 27. května čelilo Angers a díky závěrečnému vlastnímu gólu soupeře 1:0 vyhrálo.

#### Sezóna 2017/18
Protože vytyčený cíl vyhrát Ligu mistrů nebyl klubem dosud splněn, investovali Pařížané 400 milionů eur do dvou posil útoku. Dorazili Neymar a Kylian Mbappé.
Započtením přestupové částky Cavaniho do Paříže z Neapole se jednalo o nejdražší útok v historii.
Úvodní utkání Ligue 1 na začátku srpna otevřel Cavani skóre na domácím trávníku proti Amiens a později přidal asistenci na gól Javiera Pastoreho na konečných 2:0.
V 5. kole ligy se utkalo první PSG a poslední Méty, přičemž dva góly Cavaniho pomohli k vítězství 5:1.
Další zářijové kolo francouzské ligy přineslo konflikt mezi Cavanim a Neymarem, jehož Uruguayec nepustil k penaltě proti Lyonu, tu však neproměnil. PSG soupeře porazilo doma 2:0, ale oba spoluhráči se pohádali, načež přinesl magazín L’Equipe informaci o tom, že Cavani v případě zisku koruny střelců inkasuje milion eur. Klubový předseda Násir Chelajfí mu nabídl tutéž částku, pakliže přepustí pozici exekutora penalt Neymarovi. To však Cavani, v minulosti bez možnosti být hlavním penaltovým střelcem kvůli Ibrahimovićovi, odmítl.
Ve 23. kole francouzské ligy se Cavani gólově prosadil proti Montpellieru při výhře 4:0 (do tohoto utkání nejlepší obrana v lize) a se 157 góly se stal nejlepším střelcem klubové historie.
Překonal tím bývalého spoluhráče Zlatana Ibrahimoviće.
Ve finále národního poháru Coupe de France hraném 8. května vstřelil třetiligovému Les Herbiers druhý gól utkání a přispěl k výhře 2:0 – PSG tak počtvrté v řadě vyhrálo tuto konkrétní pohárovou soutěž.

#### Sezóna 2018/19
Úvodní dvě utkání ligové sezóny 2018/19 Cavani vynechal kvůli zranění, které si odnesl z utkání na letním mistrovství světa. Ve třetím kole byl připraven a proti Angers otevřel skóre před domácími diváky. O konečnou výhru 3:0 se dalšími góly postarali jeho spoluhráči v útoku Neymar a Kylian Mbappé.
Ve 13. kole na půdě Monaka vstřelil hattrick při výhře 4:0 a navýšil náskok pařížského klubu na své pronásledovatele na 13 bodů.
V prosinci odehrál utkání ligového poháru Coupe de la Ligue proti druholigovému týmu z Orléans a gólově se prosadil při výhře 2:1, čímž pomohl k postupu do čtvrtfinále. V součtu 15. gól v ligovém poháru znamenal zlomení rekordu, který do toho dne držel někdejší útočník PSG Pauleta.
Během 21. kola Ligue 1 se dne 19. ledna urodila historická výhra Pařížanů 9:0 nad Guingampem. Cavani se předvedl hattrickem během 16 minut ve druhém poločase. Pařížský klub udržel ligovou neporazitelnost a i náskok 13 bodů na druhé Lille.
V únoru se Cavani postavil celku Villefranche v rámci třetího kola druhého francouzského poháru Coupe de France. Ačkoliv třetiligového soupeře trápili možné sestupové starosti, dokázali jeho hráči dotáhnout zápas do prodloužení. V tom však „zaúřadoval“ Cavani a byl u dvou gólových akcí svého mužstva a v 119. minutě sám pojistil vedení na 3:0.
Několik dní nato se Cavani uvedl gólem z penalty proti Bordeaux, do druhého poločasu už však kvůli zranění šlachy nezasáhl. Pařížanům tak nebyl k dispozici v osmifinále Ligy mistrů proti Manchesteru United.
Pařížané se přes osmifinále nepřehoupli a byli vyřazeni. Cavani se na hřiště vrátil 17. dubna v utkání proti Monaku a odehrál 17 minut. Poslední domácí utkání sezóny proti Dijonu se jedním gólem zapsal mezi střelce a pomohl k výhře 4:0, Pařížané však už měli titul beztak jistý.

#### Sezóna 2019/20
Na konci dubna 2020 byla kvůli pandemii covidu-19 předčasně ukončena i francouzská liga a PSG s Cavanim tak získali další mistrovský titul, neboť Pařížané už disponovali náskokem 12 bodů na druhé Marseille.
V průběhu června sdělil sportovní ředitel Leonardo médiím, že Cavani i Thiago Silva skončí své angažmá v Paříži po dohrání Ligy mistrů v srpnu.
Cavani se stal vítězem francouzského Ligového poháru Coupe de la Ligue 31. července 2020 aniž by v utkání nastoupil, poté co Pařížané ve finále porazili Lyon v penaltovém rozstřelu 6:5. Jelikož finále mělo být odehráno na jaře, tedy v době kdy Cavani v pařížském klubu působil, náleží mu tato trofej navzdory tomu, že v době odehrání odloženého finále již nebyl smluvním hráčem klubu. Mimo jiné šlo o jeho 23. trofej za působení v klubu.

### Manchester United

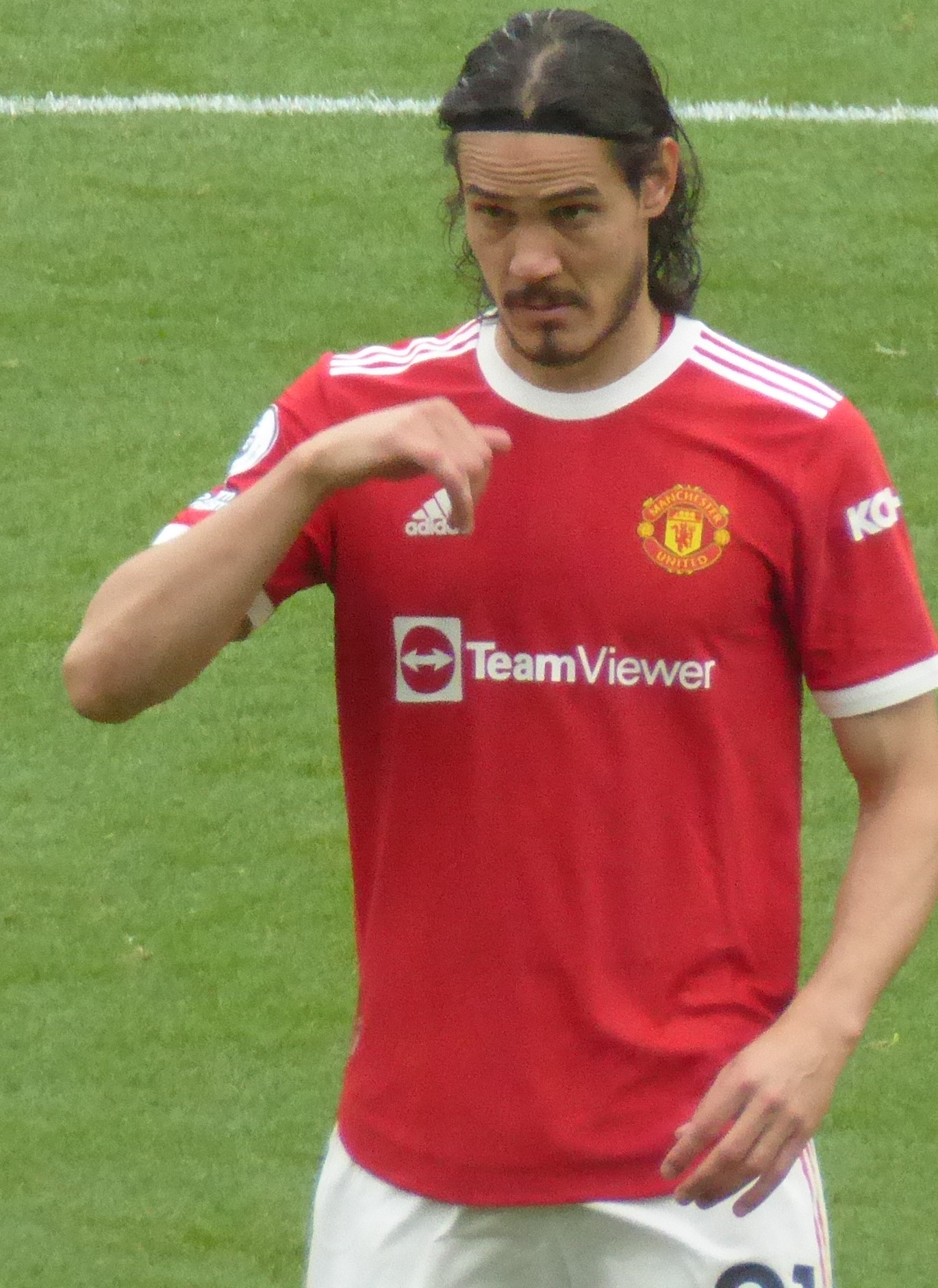
Edinson Cavani v zápase Premier League proti Aston Ville (25. září 2021)

Volným hráčem přestal být 5. října 2020, kdy se na jeden rok upsal anglickému Manchesteru United. United mu umožnily obléknout dres s prestižním číslem 7, v minulosti nošené klubovými legendami jako George Best, Bryan Robson, Eric Cantona, David Beckham nebo Cristiano Ronaldo. Debutoval v domácím zápase Premier League 24. října, zprvu pozoroval zápas z lavičky mezi náhradníky. Trenér Ole Gunnar Solskjær jej vyslal na hřiště po hodině hry, avšak střetnutí s Chelsea gól nepřineslo. V anglické lize se poprvé střelecky prosadil 7. listopadu při venkovní výhře 3:1 s Evertonem. Na půdě Southamptonu 29. listopadu prohrávalo United před druhým poločasem 0:2, také díky dvěma gólům Cavaniho otočilo nepříznivý výsledek ve výhru 3:2.
Při demolici Southamptonu 2. února 2021 rekordním výsledkem 9:0 vstřelil čtvrtý gól tohoto střetnutí, které nabídlo srovnání nejvyšší výhry od zahájení Premier League v raných 90. letech. Během prvního semifinálového zápasu Evropské ligy 29. dubna proti AS Řím se dvěma góly podílel na domácí výhře 6:2, na kterou v odvetě 6. května při prohře 2:3 navázal dalšími dvěma góly. Cavaniho výkony korunované góly proti AS Řím i předtím proti Granadě a též ty na ostrovní scéně proti Burnley a Tottenhamu (v obou případech výhra 3:1) ocenili kluboví fanoušci United v hlasování o nejlepšího hráče za měsíc duben.
10. května bylo oznámeno prodloužení smlouvy na další rok. V domácím zápase ligy s Fulhamem 18. května se představil publiku na Old Trafford, které se vrátilo do tribun po pandemii covidu-19. Cavani proti Fulhamu otevřel skóre lobem z téměř 40 metrů, soupeř ale později vyrovnal na 1:1. Jeho dalekosáhlý lob se dočkal ceny pro ligový gól měsíce května. Počet gólů v rámci Premier League dosáhl na konečných 10. Podvanácté v kariéře zaznamenal v ligové soutěži dvojciferné číslo.
V Gdaňsku si 26. května zahrál finále Evropské ligy proti Villarrealu, ve kterém též vstřelil úvodní gól. Španělský soupeř srovnal na 1:1, držel se v prodloužení a došlo na penaltový rozstřel. V něm Cavani svoji penaltu proměnil, přesto United prohrálo. Šest gólů z něho učinilo nejlepšího střelce anglického mužstva v soutěži a i proto byl jmenován do nejlepší sestavy sezóny Evropské ligy, která čítala dalších 22 jmen.

### Valencia CF
29. srpna 2022 oznámil klub Valencia, že Cavani podepsal s klubem smlouvu na 2 roky. Klub nakonec opustil ještě před vypršením svého kontraktu a už v létě 2023 se stěhoval do argentinské Bocy Juniors.
CA Boca Juniors
29. července 2023 přestoupil Cavani do Bocy Juniors, kde podepsal smlouvu na 3 roky. Zde si zahrál hlavně domácí pohárové soutěže, ve kterých odehrál 24 zápasů a prosadil se dvanáctkrát. V Copě Libertadores se během 6 utkání prosadil jen jednou, v Copě Sudamericana vstřelil za 6 zápasů 5 gólů. V argentinské nejvyšší soutěži Torneo Betano nastoupil jen osmkrát, skóroval dvakrát.

## Reprezentační kariéra

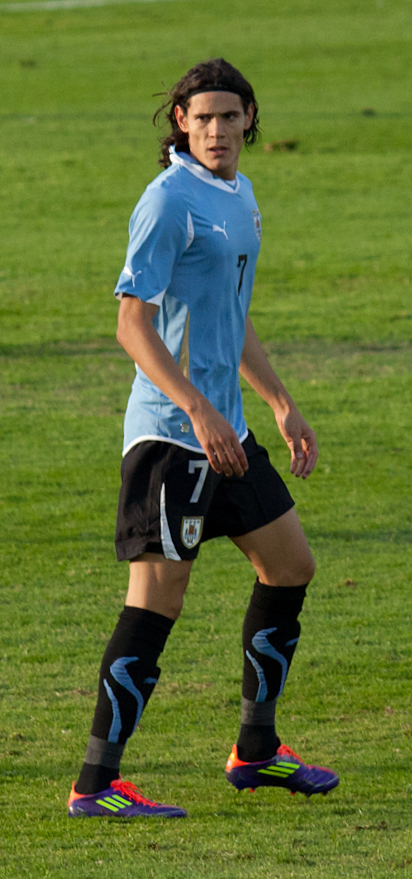
Edinson Cavani (2011)

Cavani byl členem některých mládežnických výběrů Uruguaye včetně olympijské reprezentace do 23 let.

Zúčastnil se Mistrovství světa do 20 let 2007 v Kanadě, kde jeho tým vypadl v osmifinále po prohře 1:2 v prodloužení s USA. Mezi jeho spoluhráči byli např. Luis Suárez, Martín Cáceres a další.
6. února 2008 debutoval v A-mužstvu Uruguaye v přátelském zápase proti Kolumbii a hned vstřelil jeden gól svého celku, střetnutí skončilo remízou 2:2. 8. října 2010 zaznamenal hattrick v přátelském utkání proti Indonésii, jihoamerické mužstvo porazilo svého asijského soupeře drtivým skóre 7:1. Mimo něj se třikrát střelecky prosadil i jeho spoluhráč Luis Suárez.
13. listopadu 2013 vstřelil gól v mezikontinenální baráži na MS 2014 proti domácímu Jordánsku, v nastaveném čase pečetil výsledek na konečných 5:0 pro svůj tým.
V kvalifikačním zápase o mistrovství světa 2022 v Kataru 2. února 2022 vstřelil třetí gól Uruguaye do sítě Venezuely při domácí výhře 4:1.
Účast Edinsona Cavaniho na fotbalových turnajích:
- MS 2010 – 4. místo [94]
- Copa América 2011 – vítězství [95]
- Konfederační pohár 2013 – porážka 2:3 v penaltovém rozstřelu s Itálií v souboji o 3. místo [96]
- MS 2014 – osmifinále [97]
- Copa América 2015 – čtvrtfinále [95]
- Copa América 2016 – konec ve skupině [95]
- MS 2018 – čtvrtfinále [95]
- Copa América 2019 – čtvrtfinále [95]
- Copa América 2021 – čtvrtfinále

### Reprezentační góly
Góly Edinsona Cavaniho za A-mužstvo Uruguaye
| 010                | 6. 2. 2008   | Estadio Centenario, Montevideo, Uruguay                           | Kolumbie  | 01:2 0(78.)   | 2:2           | přátelský zápas         |
| 02                 | 3. 3. 2010   | AFG Arena, St. Gallen, Švýcarsko                                  | Švýcarsko | 01:3 0(87.)   | 1:3           | přátelský zápas         |
| 03                 | 10. 7. 2010  | Nelson Mandela Bay Stadium, Port Elizabeth, Jihoafrická republika | Německo   | 01:1 0(28.)   | 2:3           | MS 2010                 |
| 04                 | 11. 8. 2010  | Estádio do Restelo, Lisabon, Portugalsko                          | Angola    | 00:1 0(84.)   | 0:2           | přátelský zápas         |
| 05                 | 8. 10. 2010  | Gelora Bung Karno Stadion, Jakarta, Indonésie                     | Indonésie | 01:1 0(34.)   | 1:7           | přátelský zápas         |
| 06                 | 8. 10. 2010  | Gelora Bung Karno Stadion, Jakarta, Indonésie                     | Indonésie | 01:6 0(79.)   | 1:7           | přátelský zápas         |
| 07                 | 8. 10. 2010  | Gelora Bung Karno Stadion, Jakarta, Indonésie                     | Indonésie | 01:7 0(83.)   | 1:7           | přátelský zápas         |
| 08                 | 12. 10. 2010 | 武汉体育中心体育场, Wu-chan, Čína                                 | Čína      | 00:2 0(77.)   | 0:4           | přátelský zápas         |
| 09                 | 29. 3. 2011  | Stadion Aviva, Dublin, Irsko                                      | Irsko     | 01:2 0(22.)   | 2:3           | přátelský zápas         |
| 10                 | 7. 10. 2011  | Estadio Centenario, Montevideo, Uruguay                           | Bolívie   | 03:1 0(28.)   | 4:2           | kvalifikace na MS 2014  |
| 11                 | 29. 2. 2012  | Bukurešť, Rumunsko                                                | Rumunsko  | 00:1 0(2.)    | 1:1           | přátelský zápas         |
| 12                 | 11. 9. 2012  | Estadio Centenario, Montevideo, Uruguay                           | Ekvádor   | 01:1 0(67.)   | 1:1           | kvalifikace na MS 2014  |
| 13                 | 14. 11. 2012 | PGE Arena, Gdaňsk, Polsko                                         | Polsko    | 00:2 0(34.)   | 1:3           | přátelský zápas         |
| 14                 | 11. 6. 2013  | Polideportivo Cachamay, Puerto Ordaz, Venezuela                   | Venezuela | 00:1 0(28.)   | 0:1           | kvalifikace na MS 2014  |
| 15                 | 26. 6. 2013  | Mineirão, Belo Horizonte, Brazílie                                | Brazílie  | 01:1 0(48.)   | 2:1           | Konfederační pohár 2013 |
| 16                 | 30. 6. 2013  | Itaipava Arena Fonte Nova, Salvador, Brazílie                     | Itálie    | 01:1 0(58.)   | 2:2 2:3 pen.  | Konfederační pohár 2013 |
| 17                 | 30. 6. 2013  | Itaipava Arena Fonte Nova, Salvador, Brazílie                     | Itálie    | 02:2 0(78.)   | 2:2 2:3 pen.  | Konfederační pohár 2013 |
| 18                 | 10. 9. 2013  | Estadio Centenario, Montevideo, Uruguay                           | Kolumbie  | 01:0 0(77.)   | 2:0           | kvalifikace na MS 2014  |
| 19                 | 15. 10. 2013 | Estadio Centenario, Montevideo, Uruguay                           | Argentina | 03:2 0(49.)   | 3:2           | kvalifikace na MS 2014  |
| 20                 | 13. 11. 2013 | Amman International Stadium, Ammán, Jordánsko                     | Jordánsko | 00:5 0(90+2.) | 0:5           | baráž na MS 2014        |
| 21                 | 4. 6. 2014   | Estadio Centenario, Montevideo, Uruguay                           | Slovinsko | 01:0 0(49.)   | 2:0           | přátelský zápas         |
| 22                 | 14. 6. 2014  | Estádio Castelão, Fortaleza, Brazílie                             | Kostarika | 01:0 0(24.)   | 1:3           | MS 2014                 |
| 23                 | 5. 9. 2014   | Sapporo Dome, Sapporo, Japonsko                                   | Japonsko  | 00:1 0(34.)   | 0:2           | přátelský zápas         |
| 24                 | 13. 11. 2014 | Estadio Centenario, Montevideo, Uruguay                           | Kostarika | 03:2 0(67.)   | 3:3 06:7 pen. | přátelský zápas         |
| Platí k 1. 1. 2015 |              |                                                                   |           |               |               |                         |

## Úspěchy

### Klubové
Danubio
- 1× vítěz uruguayské Primera División – 2005/06[95]

SSC Neapol
- 1× vítěz Coppa Italia – 2011/12[25]

Paris Saint-Germain
- 6× vítěz Ligue 1 – 2013/14, 2014/15, 2015/16, 2017/18, 2018/19, 2019/20[95]
- 5× vítěz Coupe de France – 2014/15, 2015/16, 2016/17, 2017/18[95] 2019/20
- 6× vítěz Coupe de la Ligue – 2013/14, 2014/15, 2015/16, 2016/17, 2017/18,[95] 2019/20
- 4× vítěz Trophée des champions – 2014, 2015, 2017, 2019

### Reprezentační
Uruguayská reprezentace
- 1× vítěz Copa América – 2011[95]

### Individuální
- 1× nejlepší střelec Serie A – 2012/13 (29 gólů)[36]
- 2× nejlepší střelec Ligue 1 – 2016/17 (35 gólů), 2017/18 (28 gólů)[55]
- Tým roku Serie A – 2010/11,[114] 2011/12,[115] 2012/13[116]
- Tým roku Ligue 1 podle UNFP – 2013/14,[117] 2016/17,[118] 2017/18[119]
- Hráč roku Ligue 1 podle UNFP – 2016/17[55]
- Hráč měsíce Ligue 1 podle UNFP – září 2016, říjen 2016[50]
- 1× nejlepší střelec Coppa Italia – 2011/12 (5 gólů)[25]
- 1× nejlepší střelec Coupe de France – 2014/15 (4 góly)
- 3× nejlepší střelec Coupe de la Ligue – 2013/14 (4 góly), 2014/15 (3 góly), 2016/17 (4 góly)
- 1× nejlepší střelec Coppa Italia – 2011/12 (5 gólů)
- Nejlepší jedenáctka podle ESM – 2016/17[120]
- Sestava sezóny Evropské ligy UEFA – 2020/21[88]
- Gól měsíce Ligue 1 – srpen 2014[zdroj?]
- Gól měsíce Premier League – květen 2021
- klubový hráč měsíce Manchesteru United podle fanoušků – duben 2021[81]
- nejlepší střelec jihoamerické kvalifikace na mistrovství světa – 2018 (10 gólů)[95]

## Osobní život
Jeho polorodý bratr Wálter Guglielmone (* 1978) byl fotbalista a dvojnásobný reprezentant Uruguaye, který hrál v několika klubech po celém světě včetně Francie, Mexika a Číny. Rovněž jeho strýc Damián Gómez (* 1994) byl fotbalista.